# Jardín botánico de Santo Domingo
El Jardín Botánico Nacional Dr. Rafael María Moscoso, popularmente conocido como Jardín Botánico o simplemente "El Botánico", es un jardín botánico, arboreto y área de vegetación natural silvestre preservada, que se encuentra en el corazón del Distrito Nacional (Santo Domingo), capital de la República Dominicana. Durante 42 años fue el único jardín botánico del país hasta la inauguración del Jardín botánico de Santiago.

## Localización
Se encuentra en el corazón del Distrito Nacional en la provincia de Santo Domingo en República Dominicana. Tiene una superficie de aproximadamente 2 millones de metros cuadrados, antiguamente en este terreno funcionaba un campamento de entrenamiento militar conocido como "Material bélico y artillería". Está rodeado por las Avenidas República de Colombia, República de Argentina, Los Próceres y la Calle Los Conquistadores de los sectores Los Ríos y Los Pinos.
Su clima es tropical, húmedo, con una precipitación media anual de 1366 mm. El suelo es calizo, poco profundo y escasa fertilidad. Su elevación ronda entre los 70 y 80 metros, su temperatura promedio es de 25.8C y la humedad relativa es de 83.7C.

## Historia
El Jardín Botánico Nacional se fundó con el fin de estudiar, preservar e investigar la Variedad de la flora de la República Dominicana. Lleva el nombre Dr. Rafael Maria Moscoso en homenaje póstumo al primer botánico dominicano que se dedicó intensamente y con claro criterio al estudio e investigación de las Ciencias Botánicas en ese país. Entre sus obras se destaca el Catalogus Florae Domingensis, escrita completamente en latín durante el 1943, y considerada su obra maestra.
El Jardín Botánico Nacional fue diseñado por el arquitecto dominicano Benjamín Paiewonsky y construido por el ingeniero Joaquín Ruiz, en marzo de 1972, e inaugurado el 15 de agosto de 1976.  Paiewonsky fue el primer director, y quien permaneció en el cargo hasta el año 1996; luego ocupó la posición de director desde 1996-2007 el licenciado Milcíades Mejía Pimentel, quien en la actualidad funge como asesor del Botánico y presidente de la Academia de Ciencias de la República Dominicana y el licenciado Ricardo Guarionex Garcia Garcia
, botánico de profesional que asumió la dirección desde 2007 hasta la fecha.

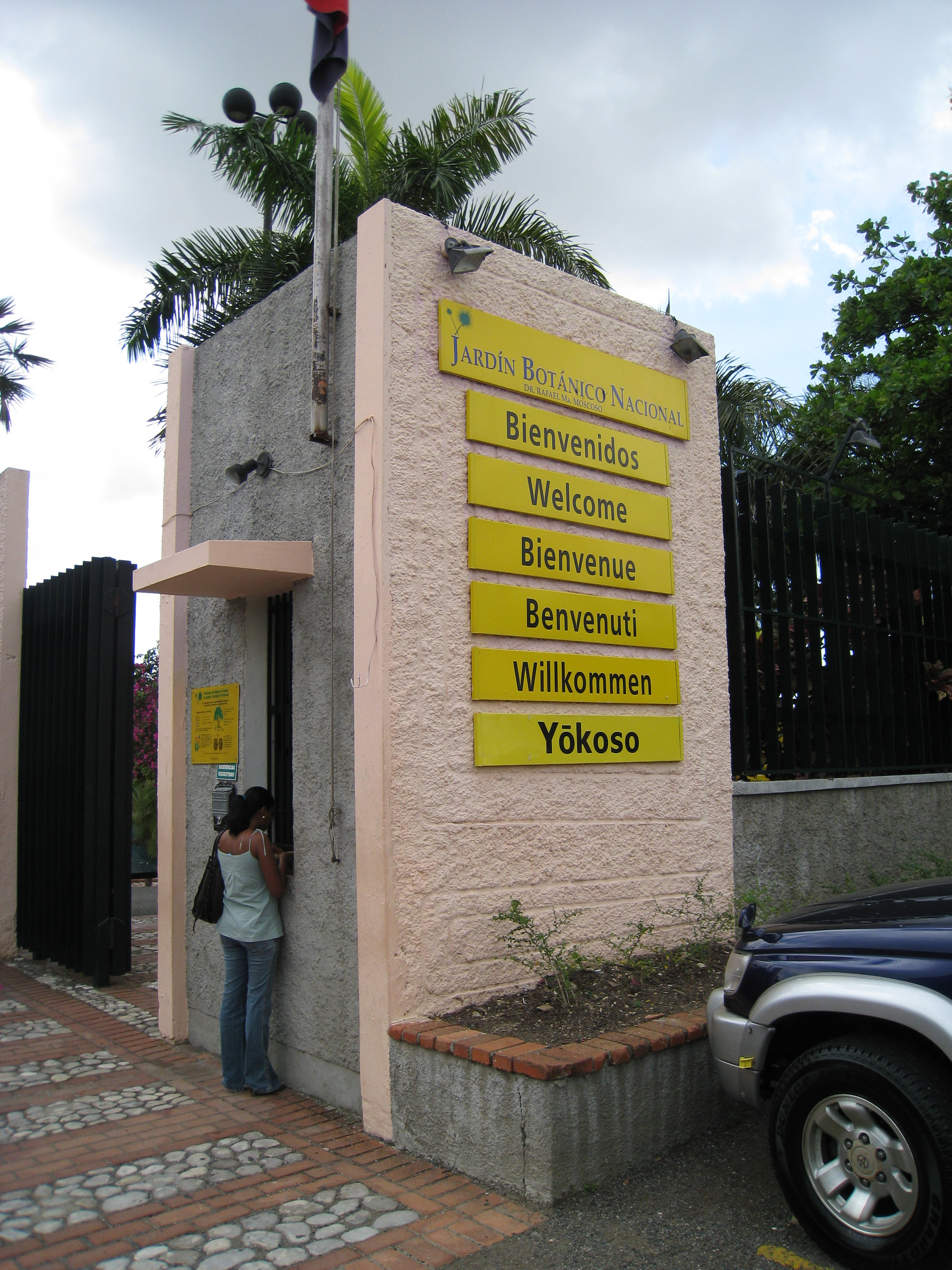
La entrada al jardín botánico.

Este espacio natural en los años 60 y principios de los 70 fue un regimiento militar. El Botánico se renueva en el día a día, mostrando, en sus aproximadamente dos millones de metros cuadrados, gran diversidad de plantas y espacios con diversas edificaciones, en las que alojan los departamentos de Botánica y Horticultura, Educación Ambiental, entre otros. Esta importante área verde del Gran Santo Domingo ésta considerado uno de los diez mejores jardines botánicos del mundo.
Emblema del parque una hoja de la Palma Guanito (Coccothrinax argentea) que es una especie de palma dominicana.
El Jardín Botánico Dr. Rafael Moscoso fue creado mediante la emisión del Decreto N.º 456 de 1976 durante la gestión del presidente 
Joaquín Antonio Balaguer Ricardo e inaugurado el 15 de agosto de 1976. Con más de 2 millones de m² , localizado en el sector Altos de Galá, con una elevación entre los 70-80 metros, con un clima tropical húmedo (prec. 1366 mm., hum. 83,7, tem. 25,8 °C) y con una extraordinaria variedad floral (más de 69 mil especies clasificadas botánicamente) repartida en diferentes áreas. Desde su fundación hasta la actualidad, la construcción es considerada como un museo permanente que muestran los ocho ecosistemas más importantes de la República Dominicana.

## Áreas destacadas

### Los Jardines propiamente
- Plaza Central

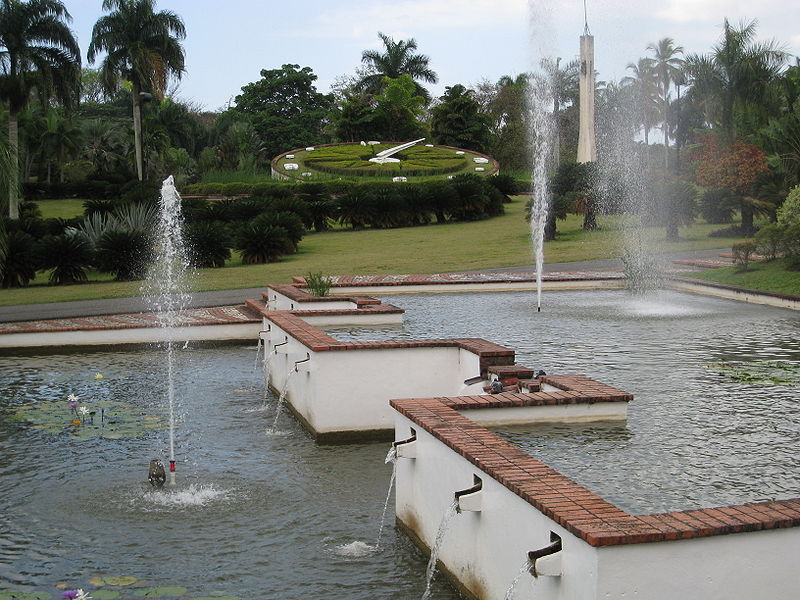
Reloj floral del Jardín Botánico Nacional de Santo Domingo.

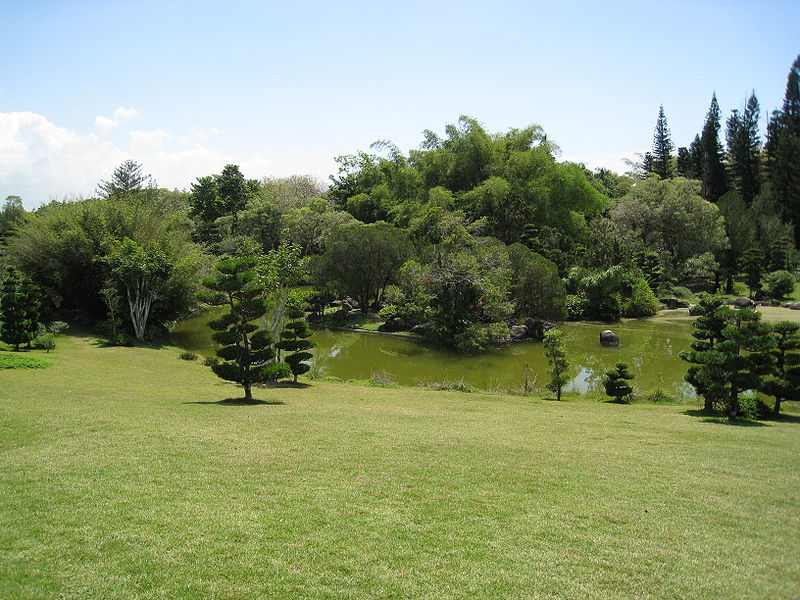
Jardín japonés del Jardín Botánico Nacional de Santo Domingo.

Es el lugar de recepción para los visitantes, de gran amplitud con varios e albergan plantas acuáticas y peces multicolores, con esbeltas y variadas palmeras en cuyos pies se encuentran varias colecciones de vistosas plantas de flor. Aquí también se encuentran unos pequeños trenes que conducen a los visitantes a través de la diversa y rica vegetación del bosque tropical caribeño.
- Reloj Floral

Es uno de los relojes florales más grandes del mundo, con una altura máxima de 3.5 metros y unos 20 metros de diámetro, tiene unas agujas de 5 metros de longitud para marcar las horas. Está rodeado por un estanque circular donde se exhiben plantas acuáticas.
- Jardín Japonés

Este jardín japonés además de las colecciones de plantas de bambúes, araucarias, sabinas, .. que le dan un toque oriental, tienen una gran belleza paisajista, con sus lagos y añadidos arquitectónicos de puente y arco "torii", junto al trino de los pájaros, y la paz que aquí se respiran, nos comunican una sensación de relajamiento y bienestar.
- Herbolario

Aquí se encuentran las plantas que se usan como medicinales, aromáticas, tóxicas y urticantes. Todas ellas perfectamente rotuladas con la finalidad de dar información a todas las personas interesadas en conocer sus propiedades.
- Plantas endémicas

En esta sección, se encuentran plantas de las más representativas de la Flora endémica de la Isla Española. La finalidad es de preservar, propagar y proteger todas las especies que están amenazadas o en peligro de extinción. Aquí se pueden ver:

El aceituno (Simarouba berteroana). La campanita criolla (Cubanola domingensis). Mapou blanc (Neobuchia paullinia). La sabina (Juniperus gracilior). Camelia roja (Pereskia portulacifolia). Rosa de Bayahibe (Pereskia quisqueyana). Acacia barahonensis. Acacia cocuyo. Lengua de vaca (Cavija domingensis). Samanea filipes. Goetzea ekmanii. Annona ekmanii, entre otras muchas más.

### Áreas exteriores
- Arboretum

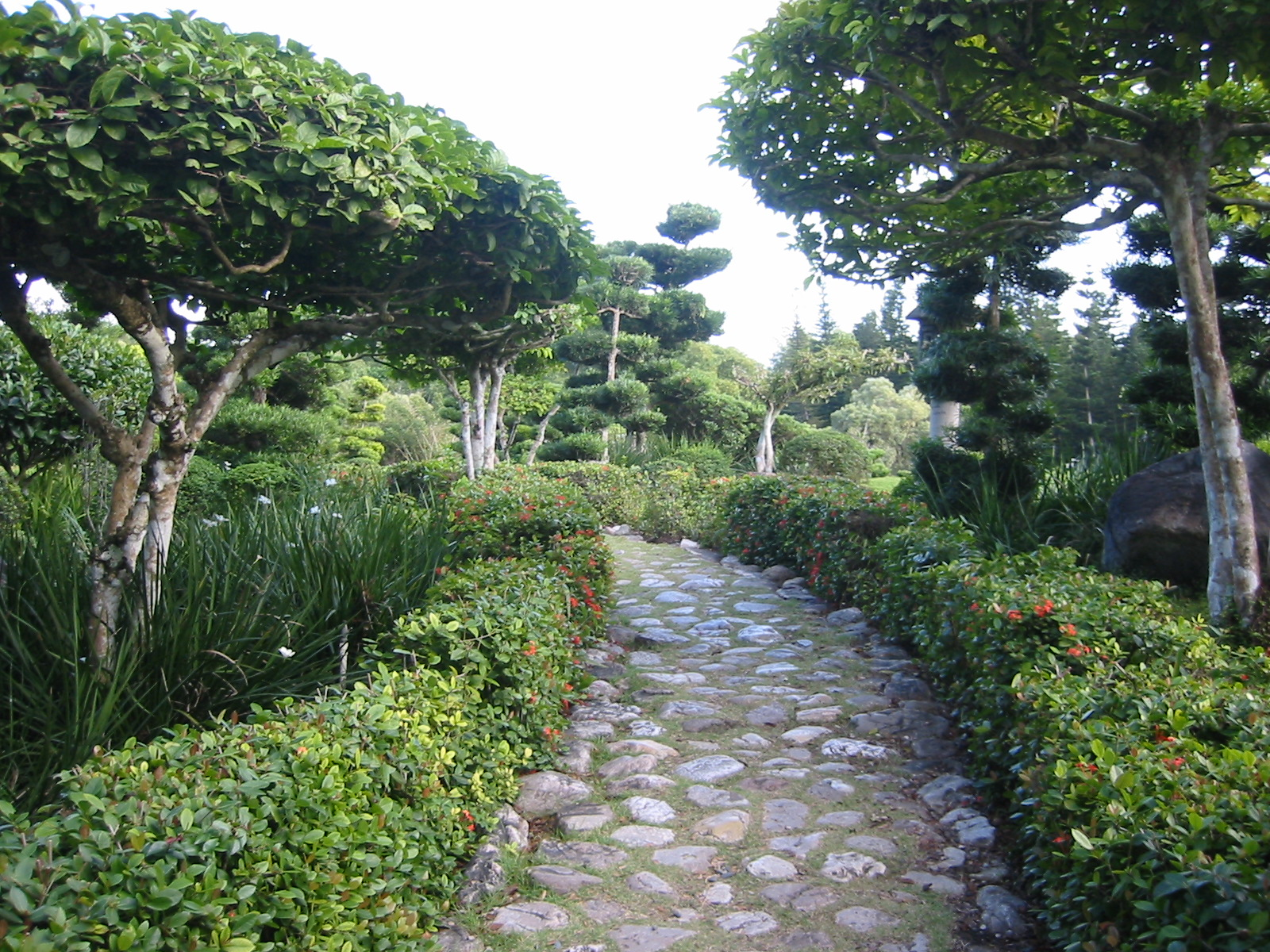
Uno de los paseos del Jardín Botánico Nacional de Santo Domingo.

Con unos 12,000 metros cuadrados, donde se siembran y desarrollan árboles nativos, endémicos y foráneos con la finalidad de hacer estudios científicos y como banco genético. Actualmente cuenta con unos 1,500 árboles, en su mayoría nativos de la República Dominicana y endémicos.
- Palmas

El área dedicada al cultivo de palmeras es de unos 300 mil metros cuadrados. En este lugar crece de forma natural una densa población del guanito (Coccothrinax argentea), a la que se han añadido numerosas palmas más procedentes de la isla Española y de todo el mundo, entre las que se encuentran la manacla colorada (Calyptronoma quisqueyana), palma triangular (Neodypsis decaryi), cola de pez (Caryota urens), palma de manila (Veitchia merrillii); las Phoenix canariensis y Phoenix roebelenii, yarey (Copernicia berteroana), Livistona chinensis y Livistona rotundifolia.
- Reserva Natural

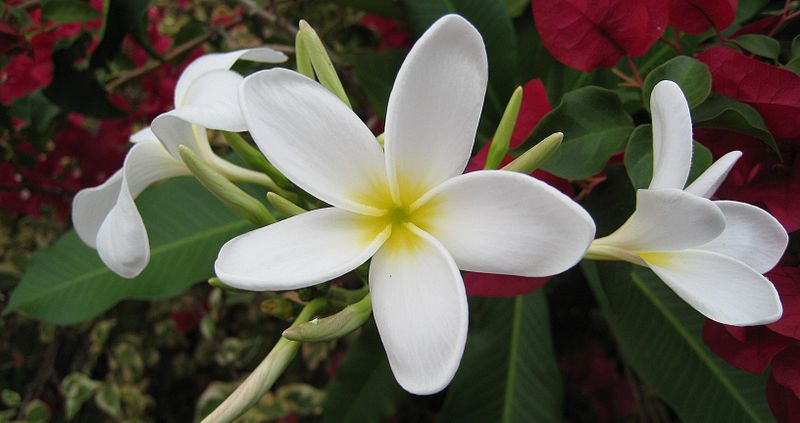
Flor de Plumeria blanca en el Jardín Botánico Nacional de Santo Domingo.

Con esta zona el Jardín da cumplimiento al acuerdo internacional de los jardines botánicos de disponer de al menos un 10% de su área para reserva natural. Esta ocupa un 40% del área total del jardín. En esta reserva crecen numerosas especies representativas de la flora de la Isla Española y que además en los últimos años se ha convertido en un refugio de la fauna silvestre de la zona.
- Gran Cañada

En esta zona fluye una corriente de agua permanente que conforma un ambiente especial dentro del Jardín. Hace un recorrido de 1.6 km de longitud a todo lo largo de la Reserva Natural y desemboca en el río Isabela, en los alrededores del Parque Zoológico Nacional de Santo Domingo. El relieve y microclima de la Gran Cañada permiten el crecimiento y desarrollo de una flora y fauna características de los bosques húmedos y muy húmedos, similares a las existentes en las riveras de los ríos de la región noroeste de la República Dominicana. En esta zona crecen Ginger, Costus, Heliconia o platanito cimarrón, yautias, guineos, flor de cera, Elodea y Nymphea.

### Pabellones
- Plantas acuáticas

En este pabellón se exhiben alrededor de 40 especies de plantas acuáticas, y palustres, contando con 48 estanques y 61 peceras.
Entre las que muestran, se encuentran los lotus, eneas, papiros, lilas de agua, papitas, sagitarias, equinodorus y pontederias.
- Bromelias

Este pabellón tiene un superficie aproximada de 8000 metros, donde se exhiben especies nativas, foráneas e híbridos.
En la República Dominicana, la familia Bromeliaceae, tiene 57 especies.
- Helechos

Ocupa unos 150 metros cuadrados, con tres jardineras en su parte central donde se encuentran helechos acuáticos y palustres como son: Salvinia, Azolla y Acrostichum o helecho de manglar. La Isla Española cuenta con unas 600 especies de helechos, muchos de los cuales crecen de manera natural en los diferentes ambientes del Jardín Botánico.
- Plantas Exóticas y Canastas

En este pabellón se cultivan en canastas y jardineras, diversas especies de Caladium, Dracaenas, Philodendron, Spatephillum y Aracea.
- Orquídeas

En una edificación circular de un diámetro de 15 metros, cubierta con una malla que regula la intensidad de los rayos solares, en el centro una fuente que mantiene un nivel de humedad adecuado para las orquídeas que se exhiben colgadas en las paredes sobre troncos secos o en cilindros de mallas metálicas con material de cultivo orgánico.
Hay una representación de orquídeas endémicas de La Española como, la cañuela (Cyrtopodium punctatum), flor de mayo (Broughtonia domingensis), angelito (Oncidium variegatum), cacatica (Oncidium henekenii), además de unos trescientos ejemplares de otras más

## Equipamientos
- Herbario Nacional, conocido internacionalmente con las siglas JBSD, cuenta con más de 138 mil especímenes de la flora de la República Dominicana. El Herbario Nacional fue fundado en el año 1972 por el botánico francés Dr. Henri Alain Liogier, y su apertura fue en el 1976 con la fundación del Jardín Botánico Nacional. El desarrollo y la expansión de este herbario se debe a las continuas exploraciones y herborizaciones que realizan los investigadores del Jardín Botánico, sus colaboradores nacionales y extranjeros. Mantiene un permanente intercambio de ejemplares e informaciones científicas con numerosos herbarios del Caribe, EE. UU., Europa y América Latina.
- Museo Ecológico, mediante dioramas se muestran los principales ecosistemas de la República Dominicana, como son: costas rocosas, pinares, manglares, bosque nublado, ríos y lagunas de la región este, los bosques secos del este y del sur y el Parque nacional de los Haitises.
- La revista científica Moscosoa donde se publican cada año los descubrimientos científicos y dos veces al año un boletín de divulgación, las dos publicaciones con circulación nacional e internacional.
- Departamento de Botánica.
- Departamento de Horticultura.
- Departamento de Educación Ambiental.